# Projekt Sign
"Project Sign" je bio službeni program za istraživanje NLO-a kojeg je poduzeo SAD-e kasne 1947. i napustio kasne 1948.

## Pozadina
Njega je vodio general Nathan F. Twining, tada zapovjednik Zračne Obrane. Nešto prije toga, brigadirni general George Schulgen, Ratnog Zrakoplovstva i to inteligencijskog odsjeka, je dovršio preliminarni pregled mnogih NLO prijava-- koji su dobili na popularnosti te godine kada je Kenneth Arnold 24. 6. 1947. vidio leteće diskove. Schulgenova studija, završena krajem 6. mjeseca 1947. je imala zaključak da su leteći diskovi prave letjelice. Schulgen je tada zamolio Twininga i njegovu komandu da naprave iscrpnija istraživanja u svezi podataka.
U formalnom pismu Schulgenu 23. rujna, 1947. Twining je zaključio (malo skraćeno):
a. fenomen je nešto stvarno i nikako izmišljen
b. postoje objekti oblika diska, toliko veliki da su očito napravljeni veličine letjelica kakve rade ljudi
c. postoje mogućnosti da neke od incidenata možda uzrokuju prirodni fenomeni, kao meteori
d. prijavljene zamršene operacije letova takvih letjelica koje se očituju vizualno i na radaru indiciraju da ih se pokreće manuelno, automatski ili iz daljine
e. najčešći opis izgleda takvih letjelica je: ...
f. moguće je da s trenutnutnim saznanjem SAD-a... konstruirati takve letjelice ...
g. bilo kakav razvoj u ovoj državi takvih letjelica bi bio ekstremno skup...
h. daljnja razmatranja o njihovom podrijetlu:
(1) mogućnost da su domaćeg podrijetla- produkt nekog projekta visoke sigurnosti neznanog AC/AS-2 ili ovoj komandi
(2) nedostatak fizičkog dokaza u obliku dijelova iz srušenih letjelica koje bi nepobitno dokazale njihovu postojanost
(3) mogućnost da neke strane nacije posjeduju vrstu pogona, vjerojatno nuklearnog, koji je izvan našeg znanja
On je predložio da se daljni nastavak istraživanja stavi pod strogu tajnost, što je odobreno 30. prosinca 1947. g. 22. siječnja 1948. "Project Sign" je formalno počeo u bazi Wright-Patterson Air Force Base, pod vodstvom kapetana Roberta R. Sneidera. Iako je bio klasificiran kao "tajni", studijske su bile poznate javnosti i često su ga nazivali kao "Project Saucer" (projekt tanjur). Ipak, NLO povjesničarka Wendy Connors je doznala preko preživjele "Sign" sekretarice da je naziv "Project Saucer" bio originalni i da je počeo godinu ranije, kasne 1946. Ako je to istina tada je vojska počela istraživati NLO-e prije viđenja K. Arnolda.

## Projekt Sign
Dr. Michael D. Swords je zapisao da su na programu radile osobe koje su vjerojatno najtalentiranije za taj posao dok ga vojska nije prekinula 1969. g. Tu su bila dva vrsna aeronautička inženjera Alfred Loedding i Albert B. Deyarmond, stručnjak za nuklearni pogon i rakete Lawrence Truettner, astronomi...
"Signov" prvi veliki zadatak je bilo istražiti poznati incident kada se pilot Thomas Mantell pri lovljenju NLO-a srušio kod Franklina, Kentucky. "Signov" zaključak je bio da je on zapravo lovio Veneru.
No bili su manje skeptični kod Chiles-Whitted iznad Montgomerya, Alabama 24. 7. 1948. Tada su dva pilota putničkog aviona prijavila letjelicu oblika rakete, kako isijava plavu svjetlost i crvenkaste plamenove, navodno imala dva reda prozora iz kojih je izlazila plava svjetlost (slična letjelica viđena dan ranije iznad Haga, Nizozemska). Članovi Signa su bili veoma zadivljeni, pogotovo "prozorima" što je indiciralo da je objekt "zauzet".
Swords zabilježava da članovi "Signa" nisu mogli objasniti brojne prijave čudnih letjelica, mnoge od vojnih pilota i znanstvenika. Objekti su se ponašali kao prava tehologija, ali ne naša.
Swords govori kako nezemaljska teorija porijekla nije bila tako nevjerojatna inteligentnim krugovima kako se misli.
No u isto vrijeme je išla i antivanzemaljska teorija, koju je predvodio bojnik Aaron J. Boggs. Oni jesu vjerovali da su leteći tanjuri stvarni, no mislili su da su to sovjetske letjelice koju su sovjeti napravili koristeći bivše nacističke znanstvenike pogotovo braće Horten, koje je Swrods opisivao kao puno briljantnije nego i jedan bivši nacistički znanstvenik koji je prebivao u SAD-u. Ali nije bilo čvrstih dokaza za to.
Uglavnom kasne 1948. projekt "sign" je nastavo rad kroz mnogo negativnije orijentiran "Project Grudge" (projekt gunđalo).
"Project Grudge" se smatrao kao "Tamnim Vjekom" službenog Vojno Zrakoplovnog NLO istraživanja. Iako do kasne 1949, nekih 20% slučajeva je ostalo neobjašnjeno u "Grudgeu". Do 1951. neki visoko utjecajni generali u Pentagonu su bili toliko nezadovoljni "Grudgeom" da su pokrenuli novi program zvan "Project Blue Book". 